# Miconia brevis
Miconia brevis är en tvåhjärtbladig växtart som beskrevs av James Francis Macbride. Miconia brevis ingår i släktet Miconia och familjen Melastomataceae. Inga underarter finns listade i Catalogue of Life.